# マーク・W・クラーク
マーク・ウェイン・クラーク（Mark Wayne Clark, 1896年5月1日 - 1984年4月17日）は、アメリカ陸軍の軍人で、最終階級は陸軍大将である。第二次世界大戦では、フランス領アフリカへの侵攻を行ったトーチ作戦での活躍が最も有名である。

## 生い立ち
1896年5月1日にクラークはニューヨーク州サケッツハーバーで誕生したが、幼少期の殆どは父親が駐在していたフォート・シェリダンのあるイリノイ州で過ごした。母親はユダヤ系ルーマニア人の娘であったが、クラークは陸軍士官学校在籍中に米国聖公会から洗礼を施された。
士官学校時代、クラークは兵舎によく菓子をこっそり持ち込んだことから、同級生からContraband（密売人）と言われた。1917年4月に139人中110番目の成績で卒業し、歩兵少尉に任命された。17歳で早くも士官学校から軍職を得たが、度重なる病気により任命期間が遅れた。第一次世界大戦にアメリカ陸軍が急速に軍事拡大していく中、クラークは、1917年5月15日に中尉、同年8月5日には大尉へ昇格した。彼は第一次世界大戦中にフランスで第11歩兵連隊、第5歩兵師団の一員を務めた。ヴォージュ山脈で戦傷を負った彼は回復後、戦闘終了までアメリカ陸軍第1軍の参謀本部に異動された。その際、ドイツ占領軍の第3軍に仕えた。
戦間期に、クラークは、様々な軍職に就いた。1921年から1924年まで、アメリカ合衆国陸軍次官補佐、1925年に歩兵学校で専門士官コースを修了後にカリフォルニア州のサンフランシスコ・プレシディオに所在する第30歩兵連隊の参謀将校を務めた。その後インディアナ州兵の訓練教官を務め、その間の1933年1月14日に少佐に昇進した。実に大尉に昇格してから15年以上経過していた。
クラークは1935年から1936年までネブラスカ州オマハの市民保全部隊副官を務め、また1935年にアメリカ陸軍指揮幕僚大学、1937年アメリカ陸軍大学へ出向している。1940年3月、ワシントン州フォートルイス基地に任命された際、彼は陸軍大学の教師に選任され、同年7月1日に中佐に昇進した。クラークとレスリー・J・マクネアはルイジアナ州の数千エーカーの未使用の土地を軍事演習地として利用した。
1941年8月4日、陸軍が第二次世界大戦の参戦に向けて躍起になる中、クラークは准将へ2階級昇進を果たした。またワシントンD.C.の陸軍総司令部の作戦・訓練担当参謀長補佐に任命された。

## 第二次世界大戦

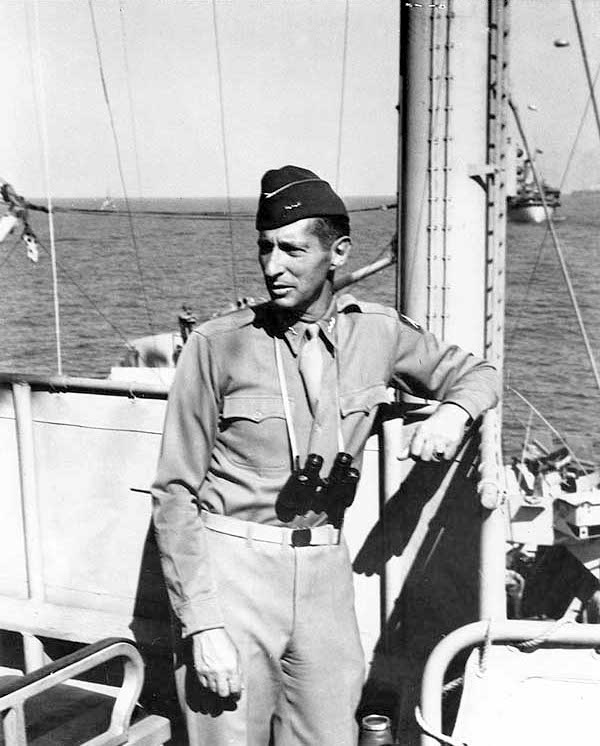
合衆国船艇アンコンに乗船するクラーク（1943年9月12日、イタリア・サレルノ沖合）

アメリカが第二次世界大戦に参戦して一か月後の1942年1月、クラークは陸軍地上部隊副参謀長、1942年3月にはゲージ・M・ミラー大将により新しく創設された司令部の参謀長になった。
1942年7月、彼は第2軍団司令官としてイングランドへ赴き、一か月後ヨーロッパ作戦戦域司令官になり、1942年8月17日には少将に昇格した。1942年8月、北アフリカ戦線における連合軍副司令官を務めた。トーチ作戦として知られる北アメリカ侵攻に向けた部隊の訓練の計画や指導を行った。その準備段階として、1942年10月21日とその翌日に、ヴィシー政権の降伏と連合国と戦争協力するよう交渉しにアルジェリアのシャーシャルに進出した。
1942年11月11日、クラークは中将に昇進した。アメリカが初めて海外で野戦軍（第5軍、現在はアメリカ北方軍陸軍部隊の1つ）を創設した際、彼はこの軍の司令官に任命され、1943年9月のアヴァランチ作戦に向けて訓練部隊を編成した。この作戦に関してバーナード・モントゴメリーによると、クラークの感覚的で策略もない計画のせいで、サレルノへの上陸に危うく失敗するところだった、とイギリスの歴史家から批判された。
1944年2月15日にモンテ・カッシーノの戦いで、クラークは上官からの命令によりイタリアのモンテ・カッシーノの修道院へ爆撃を行い、破壊した。ところが実際、クラークとアルフレッド・グランザー少将はこの行為の軍事的必要性に疑問を抱いた。
クラークの指揮能力に関して依然として議論されている。特にグスタフ防衛線での戦いでは、連合陸軍指揮官を務めたイギリス陸軍ハロルド・アレキサンダーからの命令を無視し、1944年6月4日に彼は第6軍をドイツ軍に占領されたローマに侵攻し、解放した。しかしその結果、ドイツ軍を壊滅することに失敗し、敵軍が築いた防衛線が一層強化されてしまった。
それにも関わらず、当時のローマ教皇ピウス12世はクラークがローマを解放してくれた事に感謝を示した。1944年12月、クラークは後の陸軍元帥となり、連合陸軍総司令部最高司令官に抜擢されたアレキサンダーの後任として第15連合陸軍の指揮官に任命された。彼が指揮官になる前、多数の国々から派遣され、文化の異なる軍人で構成された連合軍では口論が絶えなかったという。
1945年3月10日にクラークは大将に昇進した。終戦後、イタリア連合陸軍指揮官へ、その後駐オーストリア米国陸軍最高司令官となり、1947年にはアメリカ合衆国国務副長官となった。またロンドンとモスクワで外相会議に出席し、オーストリア独立条約に関する会談を行った。同年6月、故郷に帰省しサンフランシスコ・プレシディオに本部を置く第5軍の指揮官を務めた。
1951年10月20日、トルーマン大統領はクラークを、在バチカンアメリカ合衆国大使に推薦したが、テキサス州選出のアメリカ合衆国上院議員のトマス・テリー・コナリーとプロテスタントらからの抗議を受け、クラークは大使の指名を1952年1月13日に辞退した。

## 朝鮮戦争

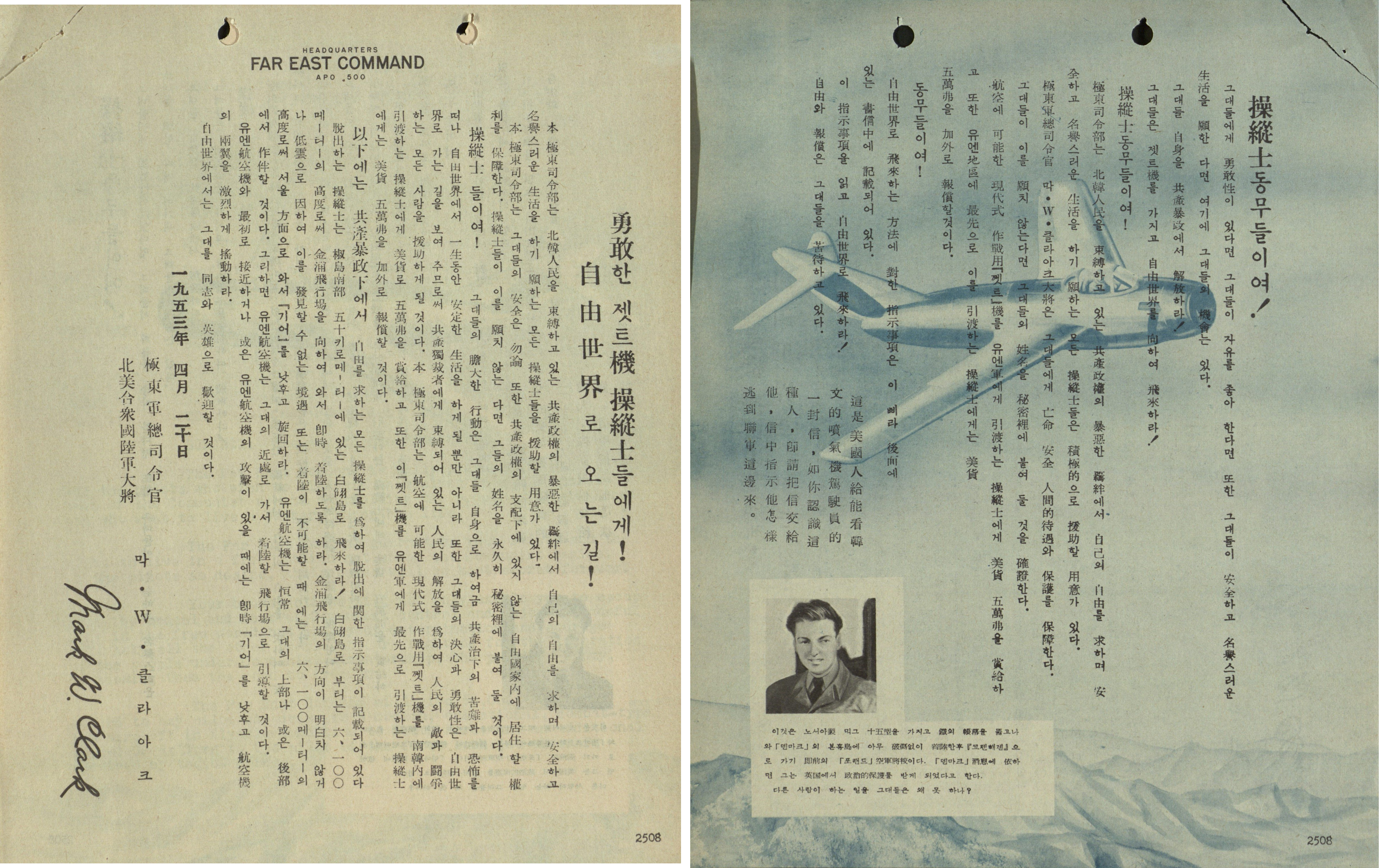
ムーラー作戦で用いられたビラ。最初に亡命した北朝鮮パイロットには、当時の価格で10万ドルの報奨金を与えると書かれた。

朝鮮戦争の間、クラークはマシュー・リッジウェイ大将の後任として、1952-53年国連軍司令官に任命された。
朝鮮戦争中、アメリカ空軍は戦闘能力の優れたソ連製戦闘機 MiG-15に苦戦を強いられていた。そこで、クラークはMiG-15戦闘機パイロットを亡命させ、報奨金と政治的自由を与える作戦（彼はこれをムーラー作戦と命名）を実行した。1953年4月26日夜、2機のB-29爆撃機が鴨緑江の盆地に、朝鮮語のほかに中国語、ロシア語にも翻訳された120万枚のビラを撒いた。また4月27日、彼は中国や北朝鮮のパイロットに向けてラジオ放送を行った。クラークは、この宣伝ビラが撒かれてから暫く、MiG戦闘機は出現しなかったという。天候の悪化による理由も考えられるが、彼はビラによる効果が発揮され敵軍は翻弄されたと思った。
しかしビラを撒いて4日後、大編隊を組んだ166機のMiG戦闘機が出現するなど、ビラによる影響は一時的なものであった。同年7月27日にはクラークの署名により休戦協定が締結されたが、休戦まで誰一人亡命しなかった。同年9月21日、北朝鮮から韓国、ソウルの金浦空軍基地にMiG戦闘機が着陸し、パイロットの盧今錫中尉が亡命した。盧は10万ドルの報奨金を受け取ったものの、ビラの存在は知らなかったという。

## 退役後
クラークは1954年から1966年にかけて、サウスカロライナ軍事大学（通称The Citadel）総長を務めた。1984年4月17日、彼はこの大学のあるサウスカロライナ州チャールストンで死去し、この地で埋葬された。また彼は、「Calculated Risk」（1950年）、「From the Denube to the Yalu」（1954年）と題した自叙伝を執筆している。

## 受賞歴
クラークが受賞した賞や勲章を以下に示した。
- 殊勲十字章
- アメリカ陸軍殊勲章
- アメリカ海軍殊勲章
- 勲功章
- 青銅星章
- 白獅子章 - 第1級、チェコ
- レジオンドヌール勲章 – グランドクロワ
- 大英帝国勲章 – ナイトコマンダー（KBE）

## その他
サウスカロライナ州チャールストンを走る州間高速道路526号線は、彼の名を取って、マーク・クラーク高速道路とも言われている。また彼の名前を冠したマーク・クラーク橋はワシントン州道532号線上にあり、2010年8月17日にアメリカ本土とカマーノ島を結ぶ橋として建設された。
ロサンゼルス東南東、ボイル・ハイツにあるエバーグリーン墓地には第二次世界大戦で戦死した日系二世兵の墓石が並ぶ一角に「殉国碑」が建立されており、そこにはクラークからのメッセージが刻まれている。これはモンテ・カッシーノの戦いの際、後にアメリカ軍の歴史上最多の受勲者を輩出した部隊として知られることになる第442連隊戦闘団をクラークが（現場の最高責任者として）指揮したことに由来する。また、その殉国碑には当時のアメリカ陸軍の最高責任者であるドワイト・アイゼンハワー合衆国大統領からのメッセージも刻まれている。